# Sivčina
Sivčina (izvirno srbsko Сивчина) je naselje v Srbiji, ki upravno spada pod Občino Ivanjica; slednja pa je del Moraviškega upravnega okraja.

## Demografija
V naselju, katerega izvirno (srbsko-cirilično) ime je Сивчина, živi 238 polnoletnih prebivalcev, pri čemer je njihova povprečna starost 55,7 let (52,7 pri moških in 59,0 pri ženskah). Naselje ima 106 gospodinjstev, pri čemer je povprečno število članov na gospodinjstvo 2,38.
To naselje je, glede na rezultate popisa iz leta 2002, večinoma srbsko, a v času zadnjih treh popisov je opazno zmanjšanje števila prebivalcev.
|  |

| Demografija | Demografija     | Demografija     |
| Leto        | Št. prebivalcev | Št. prebivalcev |
| ----------- | --------------- | --------------- |
|             |                 |                 |
|             |                 |                 |
|             |                 |                 |
|             |                 |                 |
| 1948        | 1107            |                 |
| 1953        | 1164            |                 |
| 1961        | 1070            |                 |
| 1971        | 837             |                 |
| 1981        | 650             |                 |
| 1991        | 391             | 390             |
| 2002        | 252             | 252             |
|             |                 |                 |

| Etnična sestava po popisu iz leta 2002 | Etnična sestava po popisu iz leta 2002 | Etnična sestava po popisu iz leta 2002 | Etnična sestava po popisu iz leta 2002 | Etnična sestava po popisu iz leta 2002 |
| -------------------------------------- | -------------------------------------- | -------------------------------------- | -------------------------------------- | -------------------------------------- |
| Srbi                                   | Srbi                                   |                                        | 251                                    | 99,60%                                 |
| Neznano                                | Neznano                                |                                        | 1                                      | 0,39%                                  |